# جوديث كيلي
جوديث كيلي هي أكاديمية دنماركية، ولدت في 16 أبريل 1967 في كوبنهاغن في الدنمارك.